# Овид
Овид (ивр. עוֹבֵד‎, ‘Ōḇêḏ") — ветхозаветный персонаж; сын Вооза и Руфи, отец Иессея и дед Давида.
В Новом Завете он упомянут как один из предков Иисуса — в родословии, приводимом в Евангелии от Матфея и Евангелии от Луки.